# 吉川史料館
吉川史料館（きっかわしりょうかん）は、山口県岩国市にある博物館（歴史資料館）である。吉川家の7000点の文化財などを所蔵する。

## 文化財

### 国宝
- 太刀 銘為次（狐ヶ崎）

### 重要文化財
- 山道草花鶴亀文繡箔胴服
- 細字法華経 1帖（附:仁和寺任助法親王譲状）
- 吉川家文書 86巻、7幅、5帖、1面、2通、1冊
- 元亨釈書 吉川経基筆 40冊（附:太平記目録1冊）
- 吾妻鏡 47冊並に年譜1冊
- 太平記 吉川元春筆 40冊（附:太平記目録1冊）

### 県指定文化財
- 紙本墨画淡彩湖亭春望図

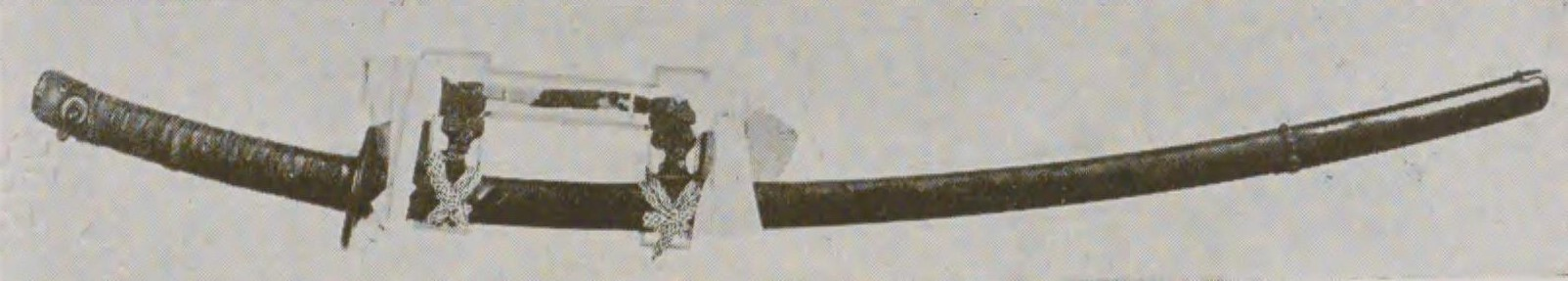
「狐ヶ崎」（国宝）
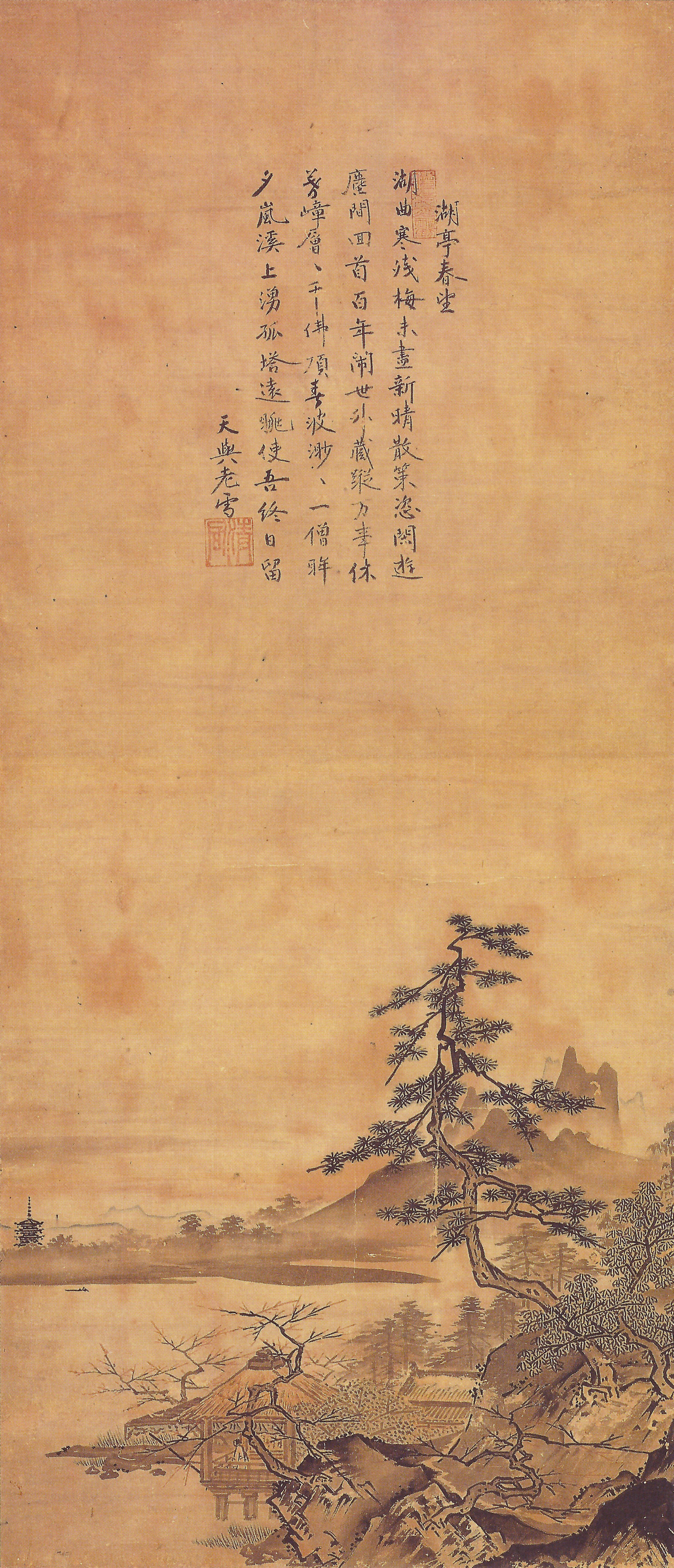
紙本墨画淡彩湖亭春望図 伝雪舟筆天与清啓賛（県指定文化財）

## 利用情報
- 開館時間 - 9時00分～17時00分（最終入館16時30分）
- 休館日 - 水曜日（祝日の場合は翌日が休館）、年末～1月1日